# LEN Euro Cup 2016-2017
La LEN Euro Cup 2016-2017 è stata la 25ª edizione del secondo torneo europeo di pallanuoto per squadre di club.
La competizione è iniziata il 14 ottobre 2016 e si è conclusa il 5 aprile 2017.

## 1º Turno di qualificazione

### Gironi
| Gruppo A              |
| sede: Aix-en-Provence |
| Aix-en-Provence       |
| Mladost               |
| Montpellier           |
| Šturm                 |

| Gruppo B        |
| sede: Budapest  |
| Bayer Uerdingen |
| Ferencváros     |
| POŠK            |

| Gruppo C          |
| sede: Košice      |
| Vasutas           |
| Canottieri Napoli |
| ČH Hornets Košice |
| Primorac          |

| Gruppo D     |
| sede: Napoli |
| Kinef Kiriši |
| Posillipo    |
| Potsdam      |
| Terrassa     |

### Gruppo A
|    | I turno di qualificazione 2016-2017 | Pti | G | V | N | P | GF | GS | DR  |
| -- | ----------------------------------- | --- | - | - | - | - | -- | -- | --- |
| 1. | Mladost                             | 7   | 3 | 2 | 1 | 0 | 33 | 21 | +12 |
| 2. | Aix-en-Provence                     | 4   | 3 | 1 | 1 | 1 | 28 | 27 | +1  |
| 3. | Montpellier                         | 2   | 3 | 0 | 2 | 1 | 29 | 33 | -4  |
| 4. | Šturm                               | 2   | 3 | 0 | 2 | 1 | 26 | 35 | -9  |

| 14-10-16 | Montpellier | 11-11 | Šturm   |
| 14-10-16 | Aix-en-Pce  | 6-9   | Mladost |

| 15-10-16 | Montpellier | 9-9 | Mladost |
| 15-10-16 | Aix-en-Pce  | 9-9 | Šturm   |

| 16-10-16 | Mladost    | 15-6 | Šturm       |
| 16-10-16 | Aix-en-Pce | 13-9 | Montpellier |

### Gruppo B
|    | I turno di qualificazione 2016-2017 | Pti | G | V | N | P | GF | GS | DR  |
| -- | ----------------------------------- | --- | - | - | - | - | -- | -- | --- |
| 1. | Ferencváros                         | 6   | 2 | 2 | 0 | 0 | 30 | 18 | +12 |
| 2. | POŠK                                | 3   | 2 | 1 | 0 | 1 | 26 | 20 | +6  |
| 3. | Bayer Uerdingen                     | 0   | 2 | 0 | 0 | 2 | 13 | 31 | -18 |

| 14-10-16 | B. Uerdingen | 6-17 | Ferencváros |

| 15-10-16 | POŠK | 14-7 | B. Uerdingen |

| 16-10-16 | POŠK | 12-13 | Ferencváros |

### Gruppo C
|    | I turno di qualificazione 2016-2017 | Pti | G | V | N | P | GF | GS | DR  |
| -- | ----------------------------------- | --- | - | - | - | - | -- | -- | --- |
| 1. | CC Napoli                           | 9   | 3 | 3 | 0 | 0 | 34 | 26 | +8  |
| 2. | Vasutas                             | 6   | 3 | 2 | 0 | 1 | 30 | 20 | +10 |
| 3. | Primorac                            | 3   | 3 | 1 | 0 | 2 | 26 | 27 | -1  |
| 4. | Hornets Košice                      | 0   | 3 | 0 | 0 | 3 | 22 | 39 | -17 |

| 14-10-16 | Vasutas | 8-9  | CC Napoli |
| 14-10-16 | Hornets | 7-12 | Primorac  |

| 15-10-16 | Primorac | 7-12 | CC Napoli |
| 15-10-16 | Hornets  | 4-14 | Vasutas   |

| 16-10-16 | Hornets | 11-13 | CC Napoli |
| 16-10-16 | Vasutas | 8-7   | Primorac  |

### Gruppo D
|    | I turno di qualificazione 2016-2017 | Pti | G | V | N | P | GF | GS | DR  |
| -- | ----------------------------------- | --- | - | - | - | - | -- | -- | --- |
| 1. | Posillipo                           | 9   | 3 | 3 | 0 | 0 | 34 | 16 | +18 |
| 2. | Terrassa                            | 6   | 3 | 2 | 0 | 1 | 32 | 23 | +9  |
| 3. | Kinef Kiriši                        | 3   | 3 | 1 | 0 | 2 | 28 | 33 | -5  |
| 4. | Potsdam                             | 0   | 3 | 0 | 0 | 3 | 24 | 46 | -22 |

| 14-10-16 | Posillipo | 17-3 | Potsdam |
| 14-10-16 | Terrassa  | 11-7 | Kinef   |

| 15-10-16 | Kinef     | 15-13 | Potsdam  |
| 15-10-16 | Posillipo | 8-7   | Terrassa |

| 16-10-16 | Potsdam   | 8-14 | Terrassa |
| 16-10-16 | Posillipo | 9-6  | Kinef    |

## 2º Turno di qualificazione

### Gironi
| Gruppo E       |
| sede: Zagabria |
| Vasutas        |
| Mladost        |
| Posillipo      |
| POŠK           |

| Gruppo F          |
| sede: Napoli      |
| Aix-en-Provence   |
| Canottieri Napoli |
| Ferencváros       |
| Terrassa          |

### Gruppo E
|    | II turno di qualificazione 2016-2017 | Pti | G | V | N | P | GF | GS | DR  |
| -- | ------------------------------------ | --- | - | - | - | - | -- | -- | --- |
| 1. | Posillipo                            | 9   | 3 | 3 | 0 | 0 | 33 | 21 | +12 |
| 2. | Vasutas                              | 6   | 3 | 2 | 0 | 1 | 31 | 29 | +2  |
| 3. | Mladost                              | 1   | 3 | 0 | 1 | 2 | 20 | 26 | -6  |
| 4. | POŠK                                 | 1   | 3 | 0 | 1 | 2 | 26 | 34 | -8  |

| 28-10-16 | Posillipo | 12-8 | Vasutas |
| 28-10-16 | Mladost   | 8-8  | POŠK    |

| 29-10-16 | POŠK    | 7-13 | Posillipo |
| 29-10-16 | Mladost | 6-10 | Vasutas   |

| 30-10-16 | Vasutas   | 13-11 | POŠK    |
| 30-10-16 | Posillipo | 8-6   | Mladost |

### Gruppo F
|    | II turno di qualificazione 2016-2017 | Pti | G | V | N | P | GF | GS | DR  |
| -- | ------------------------------------ | --- | - | - | - | - | -- | -- | --- |
| 1. | Ferencváros                          | 9   | 3 | 3 | 0 | 0 | 34 | 23 | +11 |
| 2. | CC Napoli                            | 6   | 3 | 2 | 0 | 1 | 27 | 25 | +2  |
| 3. | Terrassa                             | 3   | 3 | 1 | 0 | 2 | 19 | 18 | +1  |
| 4. | Aix-en-Provence                      | 0   | 3 | 0 | 0 | 3 | 24 | 38 | -14 |

| 28-10-16 | Ferencváros | 8-6   | Terrassa   |
| 28-10-16 | CC Napoli   | 13-11 | Aix-en-Pce |

| 29-10-16 | Aix-en-Pce | 10-16 | Ferencváros |
| 29-10-16 | CC Napoli  | 7-4   | Terrassa    |

| 30-10-16 | Terrassa  | 9-3  | Aix-en-Pce  |
| 30-10-16 | CC Napoli | 7-10 | Ferencváros |

## Quarti di finale
Le otto squadre si affrontano in quattro sfide ad eliminazione diretta ad andata e ritorno. Le gare di andata si disputano il 30 novembre, quelle di ritorno il 10 dicembre.
| Squadra 1 | Totale | Squadra 2        | Andata | Ritorno |
| --------- | ------ | ---------------- | ------ | ------- |
| Oradea    | 19-12  | CC Napoli        | 11-7   | 8-5     |
| BVSC      | 19-25  | Sport Management | 13-14  | 6-11    |
| Primorje  | 17-25  | Ferencváros      | 9-13   | 8-12    |
| Posillipo | 13-15  | Jadran H.N.      | 6-9    | 8-7     |

## Semifinali
Le 4 squadre semifinaliste si affrontano in due sfide ad eliminazione diretta ad andata e ritorno. Le gare di andata si disputano il 18 gennaio, quelle di ritorno il 18 febbraio.
| Squadra 1        | Totale | Squadra 2   | Andata | Ritorno |
| ---------------- | ------ | ----------- | ------ | ------- |
| Jadran H.N.      | 16-17  | Ferencváros | 12-11  | 4-6     |
| Sport Management | 18-19  | Oradea      | 12-10  | 6-9     |

## Finale
| Arbitri: | Xavier Buch Georgios Stavridis |

|                                                |           |                                                                                |
| Minea:2 Diaconu, Asanovic, Georgescu, Raden: 1 | Marcatori | 3: Mitrović 2: Ćuk 1: Avramović, Madaras, Sziranyi, Pohl, Tóth, Varga, Szilárd |

| Arbitri: | Boris Margeta Benjamin Mercier |

|                         |           |                                                   |
| Avramović: 4 Madaras: 3 | Marcatori | 3: Negrean 1: Diaconu, Pavlović, Georgescu, Raden |